# Albizzate
Albizzate là một đô thị ở tỉnh Varese, trong vùng Lombardia ở phía bắc Italia. Albizzate có diện tích 3  km², dân số 4911 người.